# نيكول باور
نيكول باور هي ممثلة كندية، ولدت في 20 أبريل 1986 في Logy Bay-Middle Cove-Outer Cove ‏ في كندا.

## وصلات خارجية
- نيكول باور على موقع IMDb (الإنجليزية)
- نيكول باور على موقع قاعدة بيانات الفيلم (الإنجليزية)